# Plattnosad rovfluga
Plattnosad rovfluga (Leptarthrus vitripennis) är en tvåvingeart som först beskrevs av Johann Wilhelm Meigen 1820.  Plattnosad rovfluga ingår i släktet Leptarthrus och familjen rovflugor. Enligt den svenska rödlistan är arten starkt hotad i Sverige. Arten förekommer på Öland. Arten har tidigare förekommit i Götaland men är numera lokalt utdöd. Artens livsmiljö är jordbrukslandskap, skogslandskap. Inga underarter finns listade i Catalogue of Life.